# Kanton Lisieux-3
Lisieux-3 is een voormalig kanton van het Franse departement Calvados. Het kanton maakte deel uit van het arrondissement Lisieux. Het werd opgeheven bij decreet van 17 februari 2014, met uitwerking op 22 maart 2015. Met uitzondering van Lisieux zelf, zijn alle gemeenten toegevoegd aan het kanton Mézidon-Canon.

## Gemeenten
Het kanton Lisieux-3 omvatte de volgende gemeenten:
- La Boissière
- La Houblonnière
- Lessard-et-le-Chêne
- Lisieux (deels, hoofdplaats)
- Le Mesnil-Eudes
- Le Mesnil-Simon
- Les Monceaux
- Le Pré-d'Auge
- Prêtreville
- Saint-Désir
- Saint-Germain-de-Livet
- Saint-Jean-de-Livet
- Saint-Pierre-des-Ifs